# 5 (álbum de Fanatic Crisis)
5 é o sétimo álbum de estúdio da banda japonesa Fanatic Crisis, lançado em 10 de julho de 2002. Os singles do álbum são "Down Code", que foi tema do programa de televisão AX Music Factory, "Sputnik -Tabibitotachi-", tema do programa de televisão Dotchi no Ryōri Shō, "Love Monster", tema de encerramento do tokusatsu Maskman e "Dorakila".
O título do álbum tem dois significados. Desconsiderando o álbum independente Mask e o álbum especial Beautiful World, este é o quinto álbum de estúdio do Fanatic Crisis. Em segundo lugar, comemora cinco anos desde sua estreia em uma grande gravadora.

## Recepção
5 alcançou a 24ª posição nas paradas da Oricon Albums Chart, permanecendo na parada por duas semanas. Vendeu cerca de 16,090 cópias enquanto esteve na parada. "Down Code", "Sputnik -Tabibitotachi-", "Love Monster" e "Dorakila" alcançaram a 10ª, 25ª, 15ª e 10ª posições na Oricon, respectivamente.
A revista de música CD Journal afirmou que o álbum incorpora uma grande variedade de estilos musicais, que apresentam uma musicalidade fora da caixa. Concluiu dizendo que "o dinamismo único da banda fica evidente em cada canção."

## Faixas
Todas as faixas escritas e compostas por Tsutomu Ishizuki, exceto onde notado, e todos os arranjos por Yoshihiro Kambayashi. 
| N.º            | Título                                              | Música         | Duração |  |
| 1.             | "movable-pleasure-ground from galaxy"               |                | 1:41    |  |
| 2.             | "Shin Sekai" (シンセカイ)                           |                | 3:45    |  |
| 3.             | "Dorakila" (ドラキラ)                               |                | 4:00    |  |
| 4.             | "Rock'n Roll is dead?"                              | Fanatic Crisis | 3:17    |  |
| 5.             | "Dragon sphere"                                     |                | 4:34    |  |
| 6.             | "Sputnik -Tabibitotachi-" (スプートニク -旅人たち-) |                | 4:10    |  |
| 7.             | "Japanesque"                                        |                | 4:32    |  |
| 8.             | "Love Monster"                                      |                | 3:56    |  |
| 9.             | "Rainy day"                                         |                | 2:15    |  |
| 10.            | "again"                                             |                | 4:01    |  |
| 11.            | "Down Code" (ダウンコード)                          |                | 4:11    |  |
| 12.            | "Exit"                                              | Fanatic Crisis | 3:55    |  |
| 13.            | "Kogane no Tsuki" (黄金の月)                        |                | 4:15    |  |
| Duração total: | Duração total:                                      | Duração total: | 48:15   |  |

## Ficha técnica
Fanatic Crisis
- Tsutomu Ishizuki − vocais
- Kazuya − guitarra solo
- Shun − guitarra rítmica
- Ryuji − baixo
- Tohru − bateria